# Barbara Rosenkranz

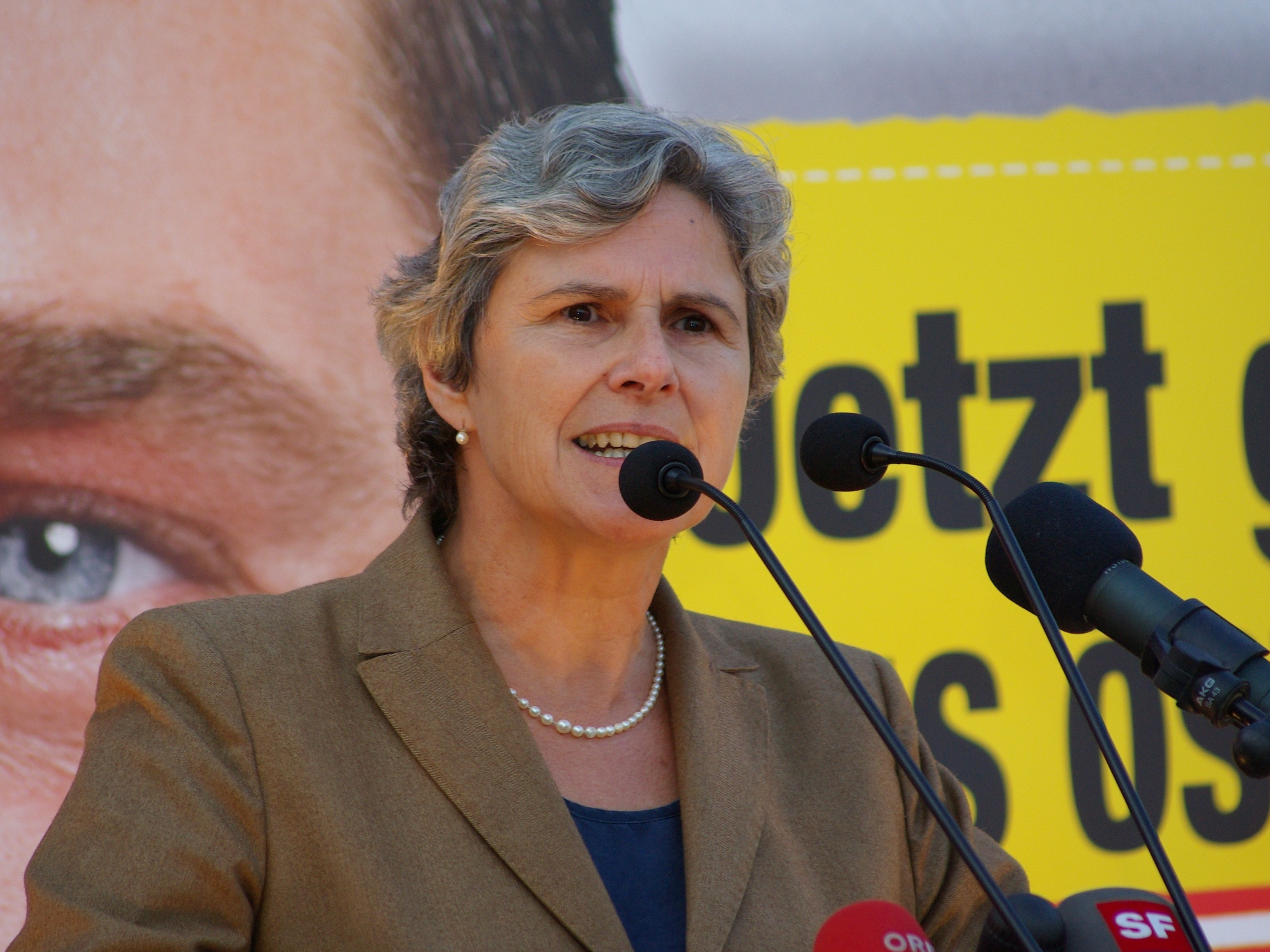
Barbara Rosenkranz i samband med en valkampanj i St. Pölten 2008.

Barbara Rosenkranz, född Schörghofer 20 juni 1958 i Salzburg, är en österrikisk politiker inom partiet  Freiheitliche Partei Österreichs (FPÖ). Hon är förbundslandsminister (Landesrätin) för byggrätt och djurskydd i förbundslandsregeringen i Niederösterreich. Hon betecknar sig själv som nationalkonservativ och anses stå till höger inom FPÖ.

## Förbundspresidentvalet 2010
Rosenkranz var FPÖ:s kandidat i 2010 års val till posten som Österrikes förbundspresident 25 april 2010. Eftersom ÖVP inte ställde upp med någon kandidat i detta val fick hon rollen av att vara den främsta utmanaren till den sittande förbundspresidenten Heinz Fischer (SPÖ). I samband med valet uppmärksammades hennes tidigare ifrågasättande av den särskilda lag som förbjuder nazistiska åsikter och förintelseförnekelse, mot bakgrund av hennes mans tidigare medlemskap i det olagligförklarade nazistiska partiet Nationaldemokratische Partei (NDP).
I valet vann Fischer stort, med nära 79% av rösterna, medan Rosenkranz fick knappt 16%.